# Jan Jiří Etgens
Jan Jiří Etgens, německy Johann Georg Etgens (1693 Brno – 21. ledna 1757 Brno), byl moravský barokní malíř náboženských obrazů a fresek.

## Život a dílo

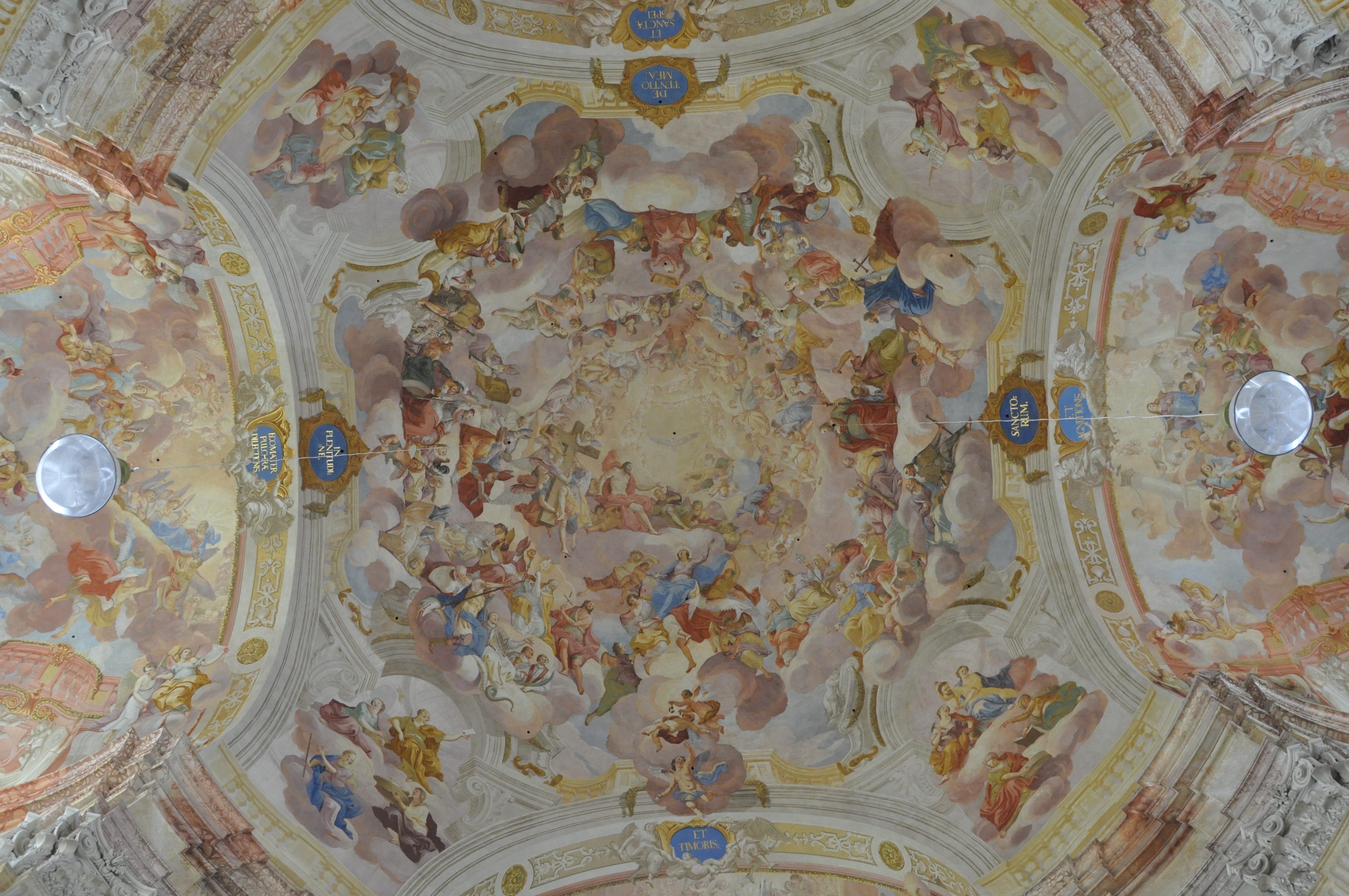
Nanebevzetí Panny Marie, poutní kostel ve Křtinách

Po vyučení v rodném Brně odešel Etgens do Říma, kde působil mj. v ateliérech umělců Carla Maratty a Sebastiana Concy. Po návratu v roce 1730 působil jako malíř a freskař v Čechách, na Moravě a ve Slezsku. V roce 1732 se zabýval malbou kopule a bočních stěn minoritského kostela v Brně, poté pracoval pro cisterciácký klášter Velehrad a klášter Hradisko. V letech 1738/39 vymaloval kopule v benediktinském kostele v Rajhradě. V roce 1739 provedl fresku na klenbě lodi jezuitského kostela sv. Stanislava ve Svídnici a kolem roku 1750 vymaloval klenutý refektář v jezuitské koleji tamtéž. Zvláštní uznání se mu dostalo za nástěnné malby v poutním kostele Jména Panny Marie ve Křtinách. Fresky v piaristickém kostele v Kroměříži dokončil Etgensův žák Josef Stern.
Etgens namaloval také několik oltářních obrazů pro kostely v Rajhradicích, Jihlavě a Vranově u Brna.